# Eges (Acaia)
Eges (grec antic: Αἰγαί) va ser una ciutat d'Acaia a l'antiga Grècia, una de les dotze originals de la Lliga Aquea. Es trobava a la desembocadura de l'actual riu Cratis, diu Pausànias. L'esmenta Homer a la Ilíada.
Després de l'època clàssica romania despoblada, car la gent s'havia traslladat a Egira. El 280 aC, quan es va renovar la Lliga Aquea, va deixar de ser una de les dotze ciutats i fou substituïda per Cerinea.